# Observatorio Abierto de Interferencias en la Red
El Observatorio Abierto de Interferencias en la Red conocido por sus siglas en inglés OONI (Open Observatory of Network Interference) es parte del proyecto Tor que tiene como objetivo la observación de los niveles de vigilancia y censura en la red.
El observatorio ha realizado el análisis desde casi 11 millones conexiones a la Internet en 96 países. El observatorio detectó y documentó el bloqueo de 886 dominios en Irán entre 2014-2017, también el bloqueo de sitios web en Egipto, interrupciones de conectividad durante las elecciones en Sierra Leona, y un análisis sobre cómo fueron bloqueados medios de comunicación y sociales en Pakistán